# Sárgatorú szitakötő
A sárgatorú szitakötő (Sympetrum meridionale) a laposhasú acsafélék családjába tartozó, a mediterrán térségtől Közép-Ázsiáig elterjedt szitakötőfaj. 

## Megjelenése

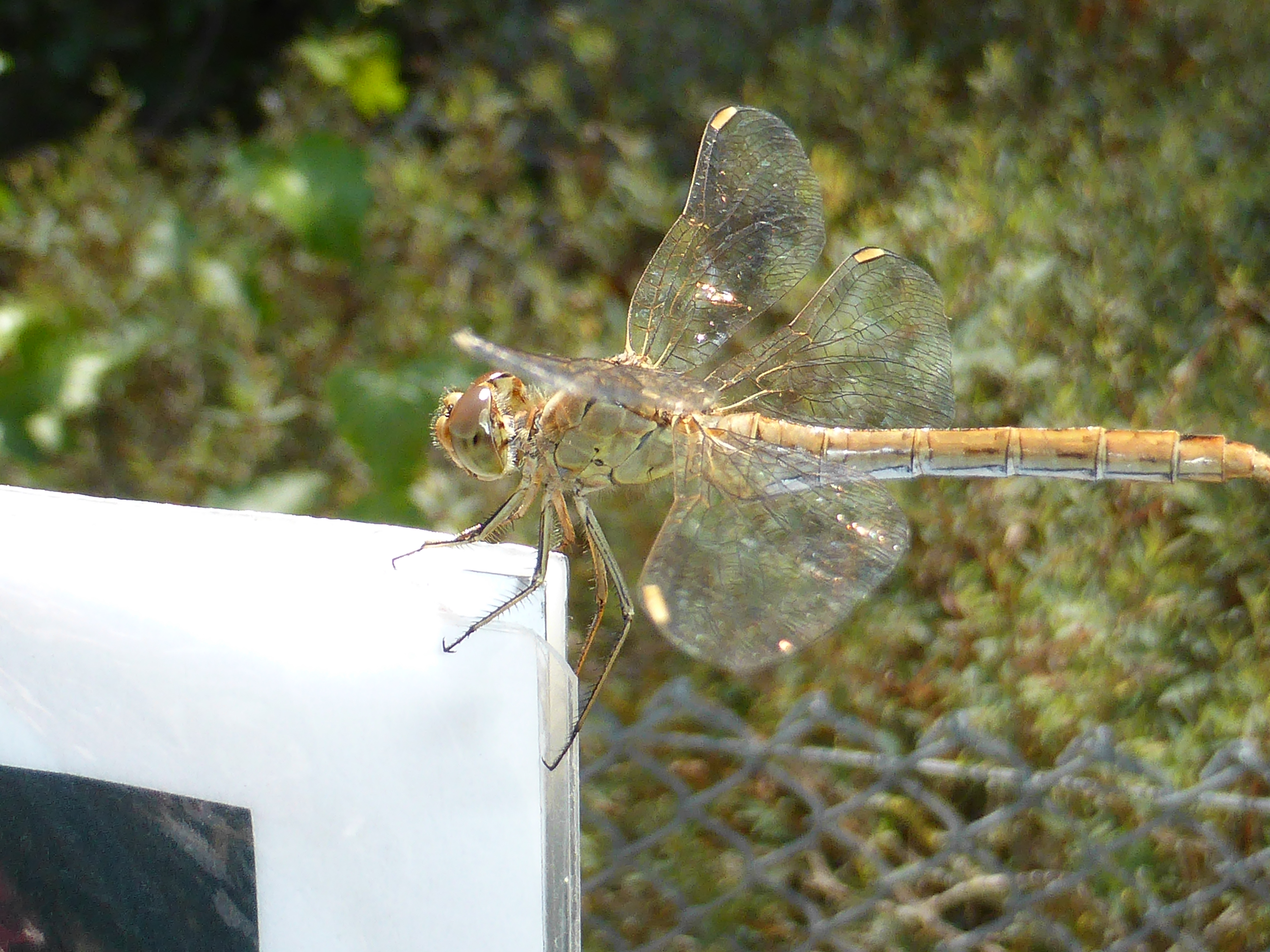
Nőstény szitakötő

A sárgatorú szitakötő testhossza 35–40 mm (ebből a potroh 22–28 mm), szárnyfesztávolsága 50–60 mm közötti. Szemei felül barnák, alul fakózöldek-fakósárgák. A hím potroha és homloka narancspiros-téglapiros, potrohán nincsenek feltűnő fekete foltok vagy mintázat (esetleg a 8-9. szelvény oldalán lehetnek apró fekete háromszögfoltok). Tora oldalt egyöntetűen halványsárga vagy homokszínű. Lábai külső oldala halványsárga, a belső fekete. A felnőtt hímek szárnyjegye vörös.
A nőstények teljes teste (tor, potroh, homlok) halványsárga vagy fakó sárgásbarna, ami idővel sötétebbé válik. Szárnyjegye sárga vagy barna.
A rokon fajoktól leginkább világos lábai különböztetik meg.  

## Elterjedése
Dél-Európától és Észak-Afrikától egészen Közép-Ázsiáig honos. Elterjedési területén néhol tömeges (pl. a Duna-deltában), de az Ibériai-félszigeten ritka. Az utóbbi években megfigyelhető, hogy észak felé terjed, míg korábban Közép-Európában ritka volt, újabban kezd közönségessé válni. Magyarországon az egész országban előfordul, de főleg a síkvidékeken gyakori. 

## Életmódja

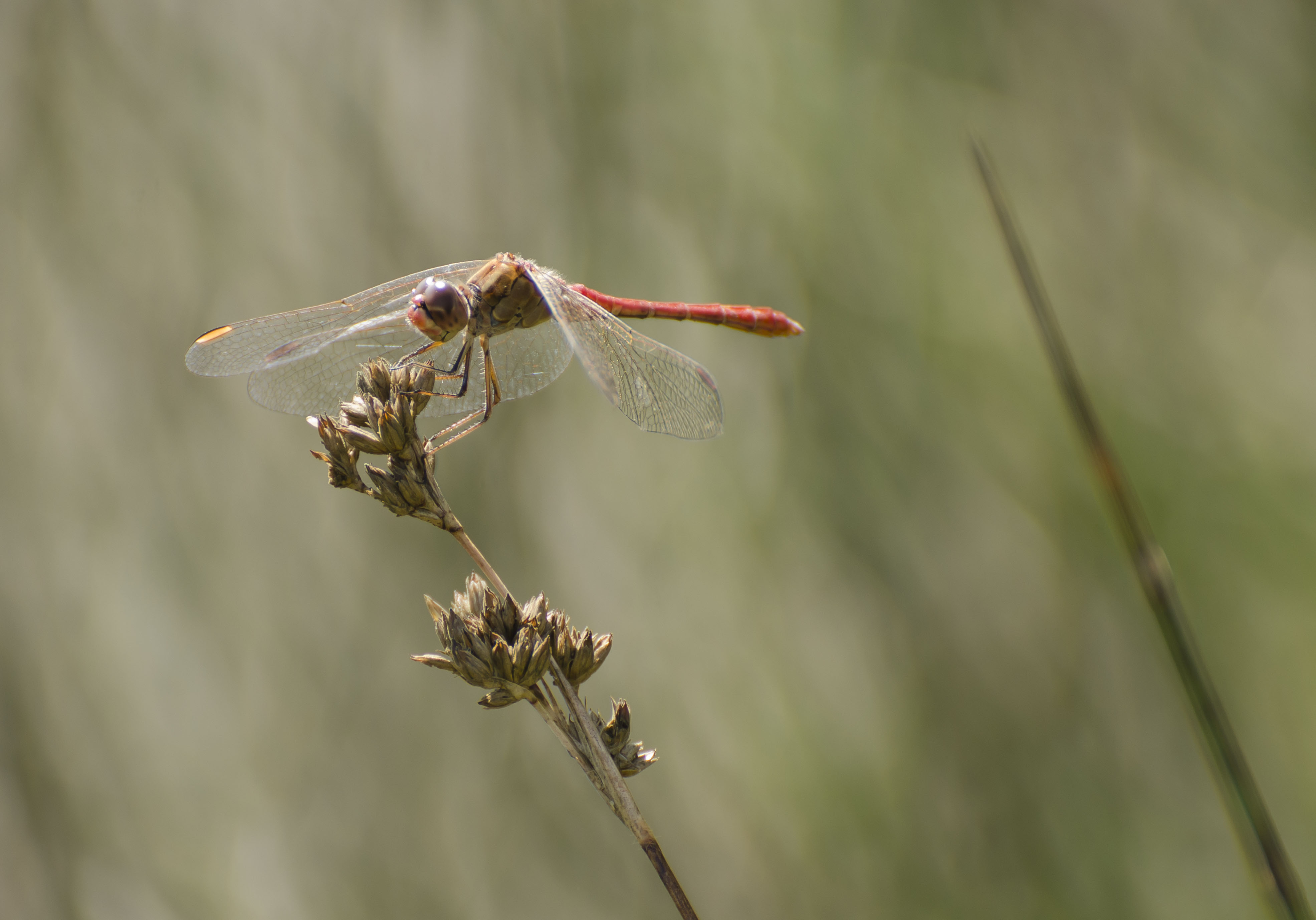
Hím példány szemből

Lárvája a sekély, gyorsan felmelegedő, dús növényzetű, árnyékolatlan kisvizekben, tavacskákban, holtágakban fejlődik. A nagyobb tavakban is a partközelben, a sekély vízben (10–50 cm között) található. Az imágók Közép-Európában júliustól szeptemberig, délebbre május-október között repülnek. A párzás a rokonaihoz hasonlóan tandem formációban történik; ezután a nőstény mintegy 500 petét rak le a part menti sekély vízbe. A peték áttelelnek és tavasszal kelnek ki belőle a lárvák. Gyors fejlődésű, meleg éghajlaton évente két generáció is képes felnőni.
Magyarországon nem védett. 